# Front Àrab Palestí
El Front Àrab Palestí (en àrab: الجبهة العربية الفلسطينية) (transliterat: Al-yubhat al-arabiya al-filastiniya) és un petit grup nacionalista palestí que actua en el marc de l'Autoritat Nacional Palestina. El FAP va ser fundat l'11 d'octubre de 1968.

## Polítiques
El PAF recolza el dret a la tornada dels exiliats palestins, la destrucció del Mur de Cisjordània, l'alliberament de palestins empresonats a Israel, la formació d'un estat independent en Palestina amb Jerusalem com a capital, i l'erradicació dels assentaments israelians a Cisjordània.
Altres objectius del grup són de caràcter panárabe, com el reforç de la Lliga Àrab. Recolza també la unitat dels estats islàmics i la cooperació econòmica amb ells. El grup denuncia la corrupció administrativa del govern de l'ANP i promou els drets de les dones.
El PAF va donar suport a la candidatura de Mahmoud Abbas a president de l'ANP en les eleccions de 2005. En 2006 va fer campanya de forma independent en les eleccions pel Consell Legislatiu Palestí sense obtenir cap banca. La seva llista, denominada "Llibertat i Independència", va obtenir 4.398 vots. A més de la llista, que va ser encapçalada per Salim al Bardeni i incloïa a un total de deu candidats, el grup va postular un sol candidat per a les circumscripcions uninominales, que va anar Ishak Mahmoud Ishak Bahis, d'Al Jalil.

## Organització
El grup té un Comitè Central i un Politburó. El Secretari General del FAP és Yamil Shegadeh, anomenat Abu Khalid, i el secretari del Comitè Central és Salim al-Bardeni, qui va anar cap de la policia palestina.

## Branques
El FAP compta amb diverses branques o organitzacions que actuen en diferents àmbits:
- Unió Palestina de Comitès de Lluita Estudiantil-اتحاد لجان كفاح الطلبة الفلسطيني
- Unió de Comitès de Lluita Docent-اتحاد لجان كفاح المعلمين
- Societat per la Promición de la Família-جمعية النهوض بالاسرة
- Comitè de Reconciliació-لجنة الاستيطان
- Unió Palestina de Comitès de Lluita de la Dona-اتحاد لجان كفاح المرأة الفلسطيني
- Unió Palestina de Comitès de Lluita Obrera-اتحاد لجان كفاح العمال الفلسطيني
- Societat de Caridad Jerusalem-جمعية القدس الخيرية
- Societat de Terra i Beneficència-جمعية البر والاحسان

### Publicacions
- al-Yamahir-الجماهير (Les masses), periòdic.
- al-Taydíd'-التجديد (La renovació), butlletí.